# Piechowice (województwo pomorskie)
Piechowice (dodatkowa nazwa w j. kaszub. Piechóce; niem. Piechowitz) – kaszubska wieś letniskowa w Polsce położona w województwie pomorskim, w powiecie kościerskim, w gminie Dziemiany na obszarze Wdzydzkiego Parku Krajobrazowego między jeziorami Cheb (na północy), Słupino (na wschodzie) i Lipno (na południu). W skład sołectwa Piechowice wchodzą następujące miejscowości: Dąbrówka, Dębina, Głuchy Bór, Kloc i Szablewo.
W latach 1975–1998 miejscowość położona była w województwie gdańskim.
Inne miejscowości o nazwie Piechowice: Piechowice